# Forcipomyia anachoreta
Forcipomyia anachoreta är en tvåvingeart som beskrevs av Debenham 1987. Forcipomyia anachoreta ingår i släktet Forcipomyia och familjen svidknott. Inga underarter finns listade i Catalogue of Life.